# Darnell-Nunatak
Der Darnell-Nunatak ist ein markanter Nunatak von 1405 m Höhe im Australischen Antarktis-Territorium. Er ragt 6,5 km nordwestlich des Mount Rummage im südwestlichen Teil der Britannia Range auf.
Das Advisory Committee on Antarctic Names benannte ihn 1965 nach dem Flugzeugmaschinistengehilfen Shepard L. Darnell, ein Mitglied der Flugstaffel VX-6 der United States Navy, der zwischen dem 27. Dezember 1962 und dem 4. Januar 1963 gemeinsam mit sechs weiteren Mechanikern einen Austausch der Antriebsmaschine eines auf dem Emmanuel-Gletscher notgelandeten Hubschraubers vorgenommen hatte.